# Bernardino Zaganelli
Bernardino Zaganelli, né à Cotignola vers 1460/1470 et mort dans la même ville vers 1510/1512, est un peintre italien actif principalement à Ravenne. 

## Biographie
Bernardino Zaganelli  est né à Cotignola une commune de l'actuelle province de Ravenne entre 1460 / 1470 et est mort à Ravenne, entre 1510 / 1512.
Il a peint à Ravenne, Faenza et Parme. Son frère, Francesco, était aussi un peintre.
Il a été probablement élève de Marco Palmezzano et de  Nicolò Rondinelli et a étudié principalement la peinture Ferrarese qui marque son œuvre. 
À Cotignola il partage son atelier  avec son frère Francesco da Cotignola. Leur premier travail commun connu est la Vierge et l'Enfant trônant avec les saints Jean le Baptiste et Florian et trois anges (signé et daté 1499, pinacothèque de Brera, Milan). Leur dernier, la Sainte famille (1509) galerie Carrara, Bergame.
La grâce et la finesse des détails particuliers des arrière-plans distinguent les œuvres de Bernardino de celles de son frère.

## Œuvres
- Vierge et l'Enfant trônant avec les saints Jean le Baptiste et Florian et trois anges, signé et daté 1499, Pinacothèque de Brera, Milan. (En collaboration avec son frère Francesco)
- Sainte famille (1509), Académie Carrara, Bergame. (En collaboration avec son frère Francesco)
- Saint Sébastien (1506), National Gallery, Londres.
- Sainte Madeleine pénitente, collection Campana, musée du Petit Palais, Avignon.
- Portrait de Femme (v. 1500) , huile sur panneau, 33 × 25 cm, Liechtenstein Museum, Vienne, Autriche.
- Un saint Évêque, The Faringdon Collection, Buscot Park, Oxfordshire, Royaume-Uni.
- Vierge à l'Enfant avec les saintes Marie-Madeleine et Catherine d'Alexandrie, Tempera sur panneau, 27 × 20 cm, collection privée.
- Saint Sébastien, Palazzo dei Diamanti. Pinacoteca Nazionale, Ferrare.

## Sources
- Voir liens externes.